# Ouled Brahim
Ouled Brahim là một đô thị thuộc tỉnh Médéa, Algérie. Dân số thời điểm năm 2002 là 9.87 người.